# Kiuchi Shinzō
Kiuchi Shinzō (japanisch 木内 信蔵; geboren 19. November 1910 in Tokio; gestorben 7. April 1993) war ein japanischer Forscher und Lehrer auf dem Gebiet der Humangeographie.

## Leben und Werk
Kiuchi Shinzō machte 1935 seinen Studienabschluss an der Universität Tokio. Er wurde Mitarbeiter, Lehrkraft, 1949 Assistenzprofessor und schließlich Professor an seiner Alma Mater. Die Universität verabschiedete ihn am Ende seiner Lehrtätigkeit als „Meiyo Kyōju“. Er wirkte als Präsident der „Association of Japanese Geographers“ (日本地理学会, Nihon chiri gakkai) und als Vizepräsident der „Tōkyō Geographical Society“ (東京地学協会, Tōkyō chigaku kyōkai) sowie der „Internationalen Geographischen Union“.
Kiuchi wurde 1959 von der „Gesellschaft für Erdkunde zu Berlin“ mit der Carl-Ritter-Medaille in Silber ausgezeichnet. Zudem erhielt er 1975 die Georg-Davidson-Medaille der „American Geographical Society“ für „hervorragende Forschungsergebnisse im Pazifikraum und angrenzenden Ländern“. 1980 wurde er mit dem „Ehrenpreis der Internationalen Geographischen Union“ ausgezeichnet.
Zu Kiuchis Publikationen gehören
- „Toshi no chirigakuteki kenkyū“ (都市の地理学的研究) – etwa „Geographische Forschung zu Städten“ 1949,
- „Toshi chirigaku kenkyū“ (都市地理学研究) – etwa „Forschung zur Stadtgeographie“ 1951,
- „Chiiki gairon“ (地域概論) – etwa „Überlegungen zur Provinz“ 1968 und
- „Toshi chirigaku genri“ (都市地理学原理) – etwa „Prinzipien der Stadtgeographie“  1979.